# Sommazione per parti
In matematica, la sommazione per parti, anche chiamata trasformazione (o lemma) di Abel, è un procedimento che permette di scrivere in un altro modo la somma (finita o infinita) del prodotto di due successioni, consentendo così di avere una stima sul comportamento della serie in termini di convergenza.

## Enunciato del lemma
Siano {\displaystyle \{a_{n}\}} e {\displaystyle \{b_{n}\}} due successioni, e sia
{\displaystyle A_{n}=\sum _{i=0}^{n}{a_{i}}}
la somma parziale {\displaystyle n}-esima di {\displaystyle \{a_{n}\}}, e si ponga {\displaystyle A_{-1}=0}. Vale allora l'eguaglianza:
{\displaystyle \sum _{i=m}^{n}{a_{i}b_{i}}=A_{n}b_{n}-A_{m-1}b_{m}+\sum _{i=m}^{n-1}{A_{i}(b_{i}-b_{i+1})}}.
Una formulazione equivalente può essere espressa con l'operatore differenza in avanti {\displaystyle \Delta {b_{n}}:=b_{n+1}-b_{n}}:
{\displaystyle \sum _{i=m}^{n}{b_{i}\Delta {A_{i-1}}}=A_{n}b_{n}-A_{m-1}b_{m}-\sum _{i=m}^{n-1}{A_{i}\Delta {b_{i}}}},
che evidenzia l'analogia tra questa formula e quella di integrazione per parti:
{\displaystyle \int _{a}^{b}{f(x)d(g(x))}=g(b)f(b)-g(a)f(a)-\int _{a}^{b}{g(x)d(f(x))}}.

## Dimostrazione
La dimostrazione fa uso soltanto di operazioni algebriche, il che rende la formula valida in qualunque campo. Il lemma continua a valere anche quando una successione abbia elementi in uno spazio vettoriale sul campo {\displaystyle {\mathcal {K}}}, e l'altra in {\displaystyle {\mathcal {K}}}.
Per la definizione di {\displaystyle \{A_{n}\}}, si ha:
{\displaystyle \sum _{i=m}^{n}{a_{i}b_{i}}=\sum _{i=m}^{n}{(A_{i}-A_{i-1})b_{i}}=\sum _{i=m}^{n}{A_{i}b_{i}}-\sum _{i=m-1}^{n-1}{A_{i}b_{i+1}}=}
{\displaystyle =\left(A_{n}b_{n}+\sum _{i=m}^{n-1}{A_{i}b_{i}}\right)-\left(\sum _{i=m}^{n-1}{A_{i}b_{i+1}}+A_{m-1}b_{m}\right)=A_{n}b_{n}-A_{m-1}b_{m}+\sum _{i=m}^{n-1}{A_{i}(b_{i}-b_{i+1})}},
cioè la tesi, Q.E.D.

## Teoremi derivati

### Criterio di Dirichlet per le serie
Il lemma di Abel viene usato per provare il criterio di Dirichlet per la convergenza di serie.

### Criterio di Leibniz per le serie
Il criterio di Leibniz può essere dimostrato in modo elementare come corollario del criterio di Dirichlet.